# Liste der Baudenkmäler in Hohenbrunn
Auf dieser Seite sind die Baudenkmäler in der oberbayerischen Gemeinde Hohenbrunn zusammengestellt. Diese Tabelle ist eine Teilliste der Liste der Baudenkmäler in Bayern. Grundlage ist die Bayerische Denkmalliste, die auf Basis des Bayerischen Denkmalschutzgesetzes vom 1. Oktober 1973 erstmals erstellt wurde und seither durch das Bayerische Landesamt für Denkmalpflege geführt wird. Die folgenden Angaben ersetzen nicht die rechtsverbindliche Auskunft der Denkmalschutzbehörde.
 Die Liste gibt den Fortschreibungsstand vom 13. September 2017 wieder und umfasst sechs Baudenkmäler.

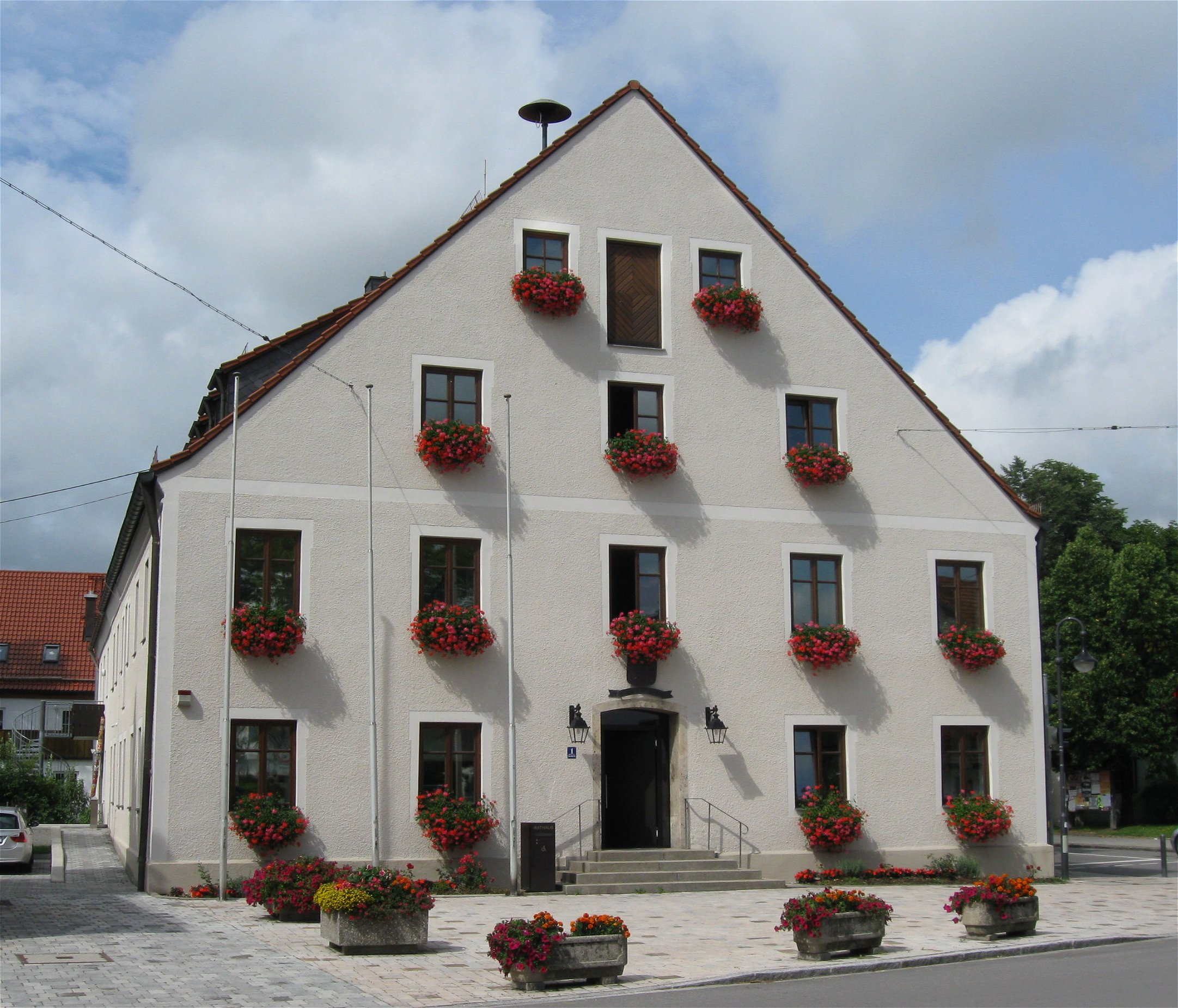
Rathaus der Gemeinde Hohenbrunn

## Baudenkmäler nach Ortsteilen

### Hohenbrunn
| Lage                              | Objekt                                             | Beschreibung | Akten-Nr.    | Bild                                               |
| --------------------------------- | -------------------------------------------------- | --- | ------------ | -------------------------------------------------- |
| Dorfstraße 2 (Standort)           | St. Stephanus                                      | Katholische Pfarrkirche, Barocker Saalbau auf mittelalterlicher Grundlage mit eingezogenem Polygonalchor, Chorflankenturm mit Zwiebelhaube und angefügter zweigeschossiger Sakristei, spätgotisch, 1670 barock verändert; mit Ausstattung; Friedhof mit erneuerter Ummauerung und Grabdenkmälern des späten 19./frühen 20. Jahrhunderts. | D-1-84-129-1 | weitere Bilder                                     |
| Pfarrer-Wenk-Platz 1 (Standort)   | Rathaus                                            | Ehemaliger Pfarrhof, zweigeschossiger Satteldachbau mit barocken Putzgliederungen, 1725. | D-1-84-129-2 | weitere Bilder                                     |
| Putzbrunner Straße 10 (Standort)  | Ehemaliges Kleinbauernhaus, sogenannt Beim Duscher | Zweigeschossiger Blockbau mit Laube, verbrettertem Giebel und flachem Satteldach, am Wirtschaftsteil Bundwerk, wohl Ende 18. Jahrhundert. | D-1-84-129-3 | Ehemaliges Kleinbauernhaus, sogenannt Beim Duscher |
| Siegertsbrunner Straße (Standort) | Gedenkkapelle                                      | Schlichte breite Nischenkapelle mit profiliertem Traufband, um 1840. | D-1-84-129-4 | weitere Bilder                                     |

### Riemerling
| Lage                                  | Objekt                       | Beschreibung | Akten-Nr.    | Bild                         |
| ------------------------------------- | ---------------------------- | --- | ------------ | ---------------------------- |
| Nornenweg 2 d (Standort)              | Villa                        | ehemaliges Wohnhaus des Komponisten Ermanno Wolf-Ferrari (1915–1926), erdgeschossiger Mansarddachbau mit Eingangsvorbau, Freitreppe und sehr hoher Mansarde, Anfang 20. Jahrhundert. | D-1-84-129-6 | weitere Bilder               |
| Rosenheimer Landstraße 135 (Standort) | Ehemaliges Straßenwärterhaus | Erdgeschossiges und verputztes Kleinhaus mit Krüppelwalmdach, teilweise in Blockbauweise, vor 1833.                                                                                  | D-1-84-129-5 | Ehemaliges Straßenwärterhaus |